# 顾国敏
顾国敏（1924年－2010年），香港航运业企业家、慈善家。浙江镇海人。1980至1981年，曾任香港船東會主席。

## 家庭
1924年，生于浙江宁波镇海县，今北仑区。出自航运业望族大碶头顾氏，父亲顾宗瑞，母親周翠玉，是家中长子，有弟顾国华、顾国和，均为香港企业家，妹顾丽真，是香港首任特首董建华的舅父。有子顧建安。

## 生平
早年赴上海生活学习受教育。接手家族企业，入上海泰昌祥轮船公司工作。
1949年，迁居香港，继续经营家族航运业。初到香港时，口袋中仅有500元。自行创立香港万利轮船有限公司。萬利輪船在21世纪初，市值逾40亿元。旗下企业曾拥有15艘远洋轮船。
在香港提倡「港船挂港旗」，并于1991年率先在旗下新建油轮「海鹰」号悬挂香港旗，是香港航运史上第一艘悬挂香港旗的油轮。
2010年3月13日，在香港養和醫院病逝，享年87岁。

## 经营理念
- 「小心能駛萬年船」[1]